# Federación Deportiva Universitaria del Perú
La Federación Deportiva Universitaria del Perú (FEDUP) o simplemente Federación Universitaria es la entidad deportiva que conforma comisiones permanentes y transitorias para el desarrollo de las actividades propias del deporte universitario y de la que antaño se desprendería el club de fútbol profesional Universitario de deportes. Está conformada por regiones: FEDUP Norte, FEDUP Centro y FEDUP Sur; el comité ejecutivo tiene la sede en el distrito de San Luis en la ciudad de Lima.

## Historia
La FEDUP fue fundada el 7 de agosto de 1924 en la Universidad Nacional Mayor de San Marcos. Desde 1936 organiza los Juegos Deportivos Universitarios Nacionales, los Juegos Deportivos Universitarios Regionales, y los Campeonatos Nacionales Universitarios. Desde 1963 participa en los Juegos Mundiales Universitarios que se denominan Universiadas. Todos los eventos organizados por esta institución cuentan con el apoyo técnico de las federaciones deportivas nacionales y con la participación de las universidades estatales y privadas, escuelas militares y policiales, así también como la participación de instituciones de educación superior.

## Institución
Es miembro reconocido por la Federación Internacional de Deporte Universitario - FISU desde 1987, Confederación Sudamericana Universitaria de Deportes - COSUD, Organización Deportiva Universitaria Panamericana - ODUPA, y el Comité Olímpico Peruano desde 1988. Además, es reconocida por el Ministerio de Educación desde 1979 y por el Instituto Peruano del Deporte desde 1983.

## Deportes
La FEDUP (también conocida como Federación Universitaria de Deportes en aquellos tiempos) creó un equipo de fútbol llamado Federación Universitaria de Futbol, este equipo fue creado por miembros de la Federación de Estudiantes del Perú (FEP) y de la misma FEDUP, cuya camiseta era color de blanco con una "U" en el pecho y que luego de participar en diferentes torneos interuniversitarios y encuentros amistosos entre 1924 y 1927, la Federación Peruana de Fútbol invitó a la Federación Universitaria de Football a participar en el Campeonato de Selección y Competencia (Torneo de Primera División) de 1928, debutando oficialmente el 27 de mayo ante el Club José Olaya de Chorrillos, al que venció por 7-1. Al finalizar el campeonato, ocupó el segundo lugar detrás de Alianza Lima, con el que disputó el título en tres encuentros: (victoria 1-0, empate 1-1 y derrota 2-0). Sin embargo, el equipo pudo ganar el campeonato en 1929.
El 31 de enero de 1933, la Federación Universitaria de Futbol, se cambiaría de nombre a Club Universitario de Deportes debido a discrepancias con las autoridades de la Universidad Nacional Mayor de San Marcos, pues el rector José Antonio Encinas prohibió la utilización del nombre —Federación Universitaria de Futbol— y ello dio lugar al cambio, por Club Universitario de Deportes, de color crema dando a conocer que es un club independiente y desligado de la original FEDUP. La FEDUP aún existe y no tiene vínculo alguno con Universitario de Deportes, pero sí con la Universidad Nacional Mayor de San Marcos, por eso es diferente a Universitario, fundado por jugadores de la FEDUP.
La rivalidad entre la Federación Universitaria de Futbol y Alianza Lima, comenzó en el año de 1928. El primer encuentro oficial se disputó el 23 de septiembre de 1928, la Federación Universitaria de Futbol se impuso por 1-0 a través de un gol de Pablo Pacheco a los 7 minutos del primer tiempo. El encuentro se convirtió en un partido con muchas faltas y juego brusco, los de La Victoria sufrieron cinco expulsiones, obligando al réferi a dar por concluido el enfrentamiento a nueve  minutos antes de cumplirse el tiempo reglamentario. Naturalmente, los fanáticos se contagiaron de los ánimos que corrían en el campo y el reclamo hacia los jugadores no se hicieron esperar. Un jugador aliancista inició la gresca con un aficionado en las gradas y los demás perdieron el control de sí mismos. ¿Los protagonistas? Los bastones; razón por la cual aquel primer clásico es conocido como el Clásico de los Bastonazos.
En 1929, el campeonato sólo contó con la participación de doce equipos debido a la suspensión de Alianza Lima por negarse a ceder a sus futbolistas a la selección de fútbol del Perú. En este torneo, la Federación Universitaria de Futbol obtuvo su primer título nacional, al finalizar el campeonato con 7 victorias, 3 empates y 1 derrota completando 17 puntos, uno más que el Circolo Sportivo Italiano al que derrotó por 7-0. 
En 1930 se llevó a cabo la primera Copa Mundial de Fútbol en Uruguay, la selección peruana asistió a dicho acontecimiento con una plantilla en la que destacaba la presencia de ocho futbolistas del cuadro merengue: Eduardo Astengo, Carlos Cillóniz, Luis de Souza Ferreira, Alberto Denegri, Arturo Fernández, Plácido Galindo, Jorge Góngora y Pablo Pacheco. Luego del mundial se realizó la primera gira oficial del club: viajó a provincias en barco de vapor para enfrentar al club más antiguo de Arequipa, el White Star, al que derrotó por 1-0, luego realizó una gira por Huacho y participó en la Copa Gubbins.